# Tomislav Bekić
Tomislav Bekić (Zagreb, 13. ožujka 1974.) je hrvatski bariton. 
S diplomom zagrebačke Muzičke akademije, debitirao je 1998. na Zagrebačkom ljetnom festivalu u naslovnoj ulozi Suppéova Boccaccia. 

## Vanjske poveznice
- Profil  Arhivirana inačica izvorne stranice od 27. rujna 2007. (Wayback Machine)
- Koncertna dvorana Lisinki  Arhivirana inačica izvorne stranice od 14. svibnja 2005. (Wayback Machine)